# Aphaenogaster incurviclypea
Aphaenogaster incurviclypea is een mierensoort uit de onderfamilie van de Myrmicinae. De wetenschappelijke naam van de soort is voor het eerst geldig gepubliceerd in 1997 door Wang, W. & Zheng.